# Палфингер Сани Крэйнз
PALFINGER SANY (официальное наименование PALFINGER SANY International Mobile Cranes Sales GmbH) — совместное предприятие, основанное двумя компаниями: PALFINGER AG (международный производитель кранов, гидравлических подъёмных систем для коммерческого автомобильного и судового транспорта) и SANY Heavy Industry Co. Ltd. (китайская международная компания-производитель тяжёлого оборудования), каждой из которых принадлежит 50 процентов акций.
Компания PALFINGER SANY занимается международными продажами и обслуживанием, является эксклюзивным дистрибьютором самоходных кранов SANY на колёсном ходу в России, странах СНГ и Европе.

## Основные сведения
28 февраля 2012 года компании PALFINGER и SANY подписали договор об учреждении двух совместных предприятий, в каждом из которых компаниям принадлежали по 50 процентов акций.
Первое совместное предприятие: Sany Palfinger в основном производит и продаёт продукцию Palfinger на китайском рынке.
Второе совместное предприятие: Palfinger Sany занимается дистрибуцией самоходных кранов Sany, произведённых в Китае, в основном в странах Евросоюза и СНГ. Законное учреждение второго совместного предприятия состоялось 4 сентября 2012 года (распределение: Palfinger AG — 50 % и Sany Belgium Holding S.A. — 50 %).
30 сентября 2013 года принципиальная договорённость была расширена за счёт приобретения 10-процентной доли в каждой компании. Первый и официальный запуск на рынке — на международной промышленной выставке CTT в Москве 4-6 июня 2013 г. Компания Palfinger Sany продемонстрировала 25- и 50-тонный автокраны на выставочном стенде Sany с сертификацией для российского рынка.

## Продукция
- Автокраны г/п 25 — 125 т Архивная копия от 27 июля 2014 на Wayback Machine
- Короткобазные краны г/п35 — 75 т Архивная копия от 27 июля 2014 на Wayback Machine
- Вездеходные краны 180—600 т Архивная копия от 27 июля 2014 на Wayback Machine
- Автокраны на коммерческом шасси КАМАЗа Архивная копия от 12 августа 2014 на Wayback Machine

## Развитие
23 ноября 2012 было образовано ООО «Палфингер Сани Крэйнз» со 100 % принадлежностью PALFINGER SANY International Mobile Cranes Gmbh. 9 сентября 2013 было образовано дочернее предприятие в Турции.

## Деятельность
- PALFINGER SANY организовал следующие крупнейшие подразделения и филиалы:
- Главный офис, международные продажи и обслуживание, Зальцбург, Австрия.
- Производство автокранов в Чаньше, Нинсян, Хунань, Китай.
- Производство короткобазных кранов в Чаньше, Нинсян, Хунань, Китай.
- Производство вездеходных кранов в Чаньше, Нинсян, Хунань, Китай.
- Филиал, Москва, Россия.
- Филиал, Стамбул, Турция.